# Afan-Mvié
Afan-Mvié ou Afan-Mvé est une localité de la région du Centre au Cameroun, localisée dans la commune d'Edzendouan et le département de la Méfou-et-Afamba.

## Population
En 1965, Afan-Mvié comptait 310 habitants, principalement des Bamvele.
Lors du recensement de 2005, ce nombre s'élevait à 301.